# Форсети
Фо́рсети (др.-сканд. Forseti — «председатель») — в германо-скандинавской мифологии сын Бальдра и Нанны, бог правосудия и справедливости, разрешающий споры и возвращающий согласие спорящим. Форсети был одним из мудрейших и красноречивых асов.
Когда у всех язычников-германцев «закон Тюра» сменился «яростью Одина», функция «правового» бога была передана Форсети.

Форсети правил в Глитнире (др.-сканд. Glitnir — «сияющий», прозванный так из-за ярчайшего сияния серебра и золота, из которого был сделан). В «Старшей Эдде» в «Речах Гримнира» (Grímnismál) говорится:
15. Глитнир столбами

из золота убран,

покрыт серебром;

Форсети там

живёт много дней

и ладит дела.